# Dungeon Siege
Dungeon Siege è un action RPG sviluppato dalla Gas Powered Games e pubblicato dalla Microsoft. Il gioco ripropone diverse caratteristiche di Diablo, con una grafica tridimensionale.
Nel 2003 è stata pubblicata l'espansione del gioco Dungeon Siege - Legends of Aranna, la quale include il gioco originale.

## Trama
Il gioco è ambientato nel Regno di Ehb, situato ad est del continente di Aranna. La storia narra dei continui attacchi condotti dai Krug e i goblin delle paludi, che cercano di raggiungere le città di Stonebridge e Glacern, dove si comprende che è stato rapito Merik, il Gran mago della X legione, ed è stato rubato il suo scettro del potere. Il gioco racconta del suo recupero e di come il suo rapimento sia stato voluto dai Seck.
Gli ambienti di gioco spaziano dal deserto fino a paesaggi ghiacciati.

## Il gioco
Il gioco varia ambientazioni e luoghi: tipicamente si alterna un'area selvaggia o un dungeon, dove si combatte, livella e si raccolgono oggetti e tesori, a un'area cittadina, dove si trovano gli npc. Attività tipiche nella città sono il ricevere quest, fare affari con i mercanti, aggregare membri al proprio team.

## I personaggi
L'avventura parte con il proprio personaggio principale, con la possibilità di aggregare al proprio gruppo un massimo di 8 durante il viaggio. Ogni personaggio può anche essere sostituito da un mulo da soma, che non sarà in grado di combattere, ma potrà portare una quantità di oggetti molto maggiore.

## Caratteristiche dei personaggi
Le caratteristiche dei personaggi si livellano automaticamente, a seconda del ruolo che ognuno avrà in combattimento. Quindi, non c'è un momento dedicato alla scelta delle classi. Le caratteristiche sono determinate unicamente dall'esperienza fatta dal personaggio con una determinata arma o abilità. In questo gioco in particolare, le "classi miste" sono molto sfavorite, mentre quelle "pure" risultano molto più performanti.
Le caratteristiche dividono in due sottosezioni:

### Caratteristiche generiche
- Forza: aumenta la forza dei colpi e la salute; cresce con l'uso di armi corpo a corpo.

- Destrezza: aumenta l'abilità con l'arco. cresce con l'uso di armi da tiro

- Intelligenza: aumenta il mana e la potenza delle magie; cresce con l'uso di magie.

A seconda del ruolo di un personaggio, egli aumenterà principalmente una delle tre, ma in minima parte saliranno anche le altre due. Ad esempio, un personaggio che gioca da guerriero crescerà molto in forza, ma anche un po' in destrezza, e in minima parte anche in intelligenza.
Inoltre, gli oggetti, specialmente quelli di alto livello, hanno dei requisiti in termini di queste caratteristiche.

### Abilità di combattimento
- Abilità nel corpo a corpo
- Abilità con l'arco
- Abilità nella magia da combattimento
- Abilità nella magia naturale

In questo caso, ogni personaggio aumenta solo e soltanto la caratteristica che utilizza. Un mago può specializzarsi in magia da combattimento, orientate a fare più danni, o magie naturali, che includono anche guarigione e altre magie di supporto. Gli oggetti non hanno requisiti di queste abilità.